# Réveillon (Orne)
Réveillon település Franciaországban, Orne megyében. Lakosainak száma 356 fő (2022. január 1.). Réveillon Mortagne-au-Perche, Comblot, Courgeon, Loisail, Le Pin-la-Garenne, Saint-Denis-sur-Huisne és Saint-Langis-lès-Mortagne községekkel határos.

## Népesség
A település népessége az elmúlt években az alábbi módon változott:
| Lakosok száma | 356  | 361  | 374  | 374  | 373  | 372  | 370  | 363  | 356  |
|               | 2013 | 2015 | 2016 | 2017 | 2018 | 2019 | 2020 | 2021 | 2022 |